# Réserve naturelle nationale des sagnes de La Godivelle
Vous lisez un « article de qualité » labellisé en 2008.
La réserve naturelle nationale des sagnes de La Godivelle (RNN23) est une réserve naturelle nationale, créée le 27 juin 1975 afin de protéger 24 hectares de tourbières et divers habitats naturels de zone humide sur la commune de La Godivelle, dans le département du Puy-de-Dôme, en région Auvergne-Rhône-Alpes.
La réserve comporte des groupements aquatiques de bord d'eau à prêle des bourbiers, des boisements tourbeux, ainsi que tous les stades intermédiaires de bas-marais et haut-marais. Formées à la suite du retrait des glaciers lors de la glaciation de Würm, les deux tourbières protégées par la réserve accueillent une faune et une flore relicte glaciaire, comme la ligulaire de Sibérie ou le saule des Lapons, à très haute valeur patrimoniale. Sur les 1 500 espèces animales et végétales recensées en 2007, plus de 80 espèces sont protégées au niveau régional ou international, ou sont inscrites sur les listes rouges des espèces menacées au niveau régional ou européen.
La gestion de la réserve s'est longtemps fondée sur la non-intervention et la libre évolution des milieux, ainsi qu'une meilleure acquisition de connaissances sur son fonctionnement et son patrimoine naturel. Bien que la tourbière ne soit pas aménagée pour l'accueil du public afin de préserver la faune et la flore, des animations sont proposées en été pour sensibiliser les visiteurs et un sentier de découverte au bord du Lac-d'en-Bas, en libre accès, a été inauguré en 2007.

## Situation et description générale
La réserve des Sagnes est située sur la commune de La Godivelle, le village le plus en altitude du département du Puy-de-Dôme (1 200 mètres), dans le canton de Brassac-les-Mines. C'est également la commune la moins peuplée du département, avec une quinzaine d'habitants permanents durant l'hiver, très rude. Le village se situe à environ 70 kilomètres de Clermont-Ferrand, à 23 kilomètres au sud du Mont-Dore.

### Limites du site et statuts réglementaires

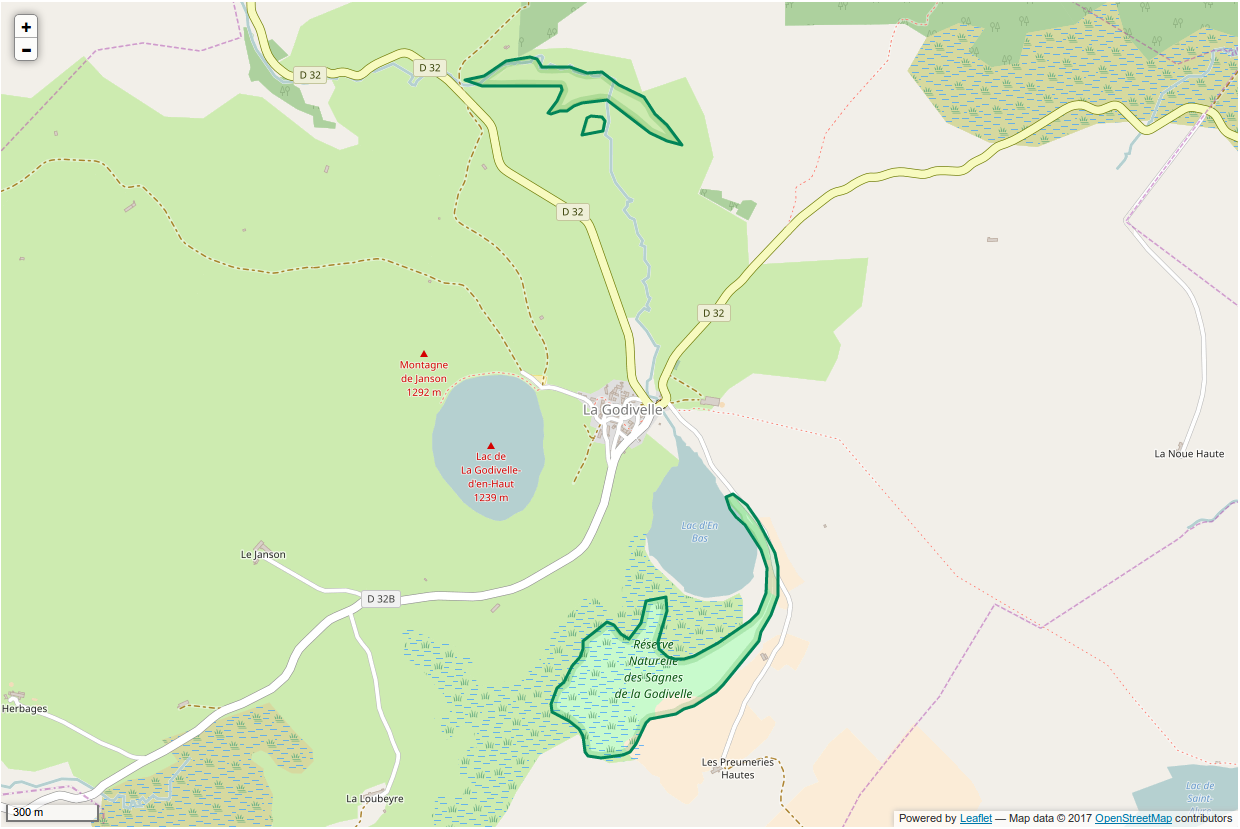
Périmètre de la réserve naturelle.

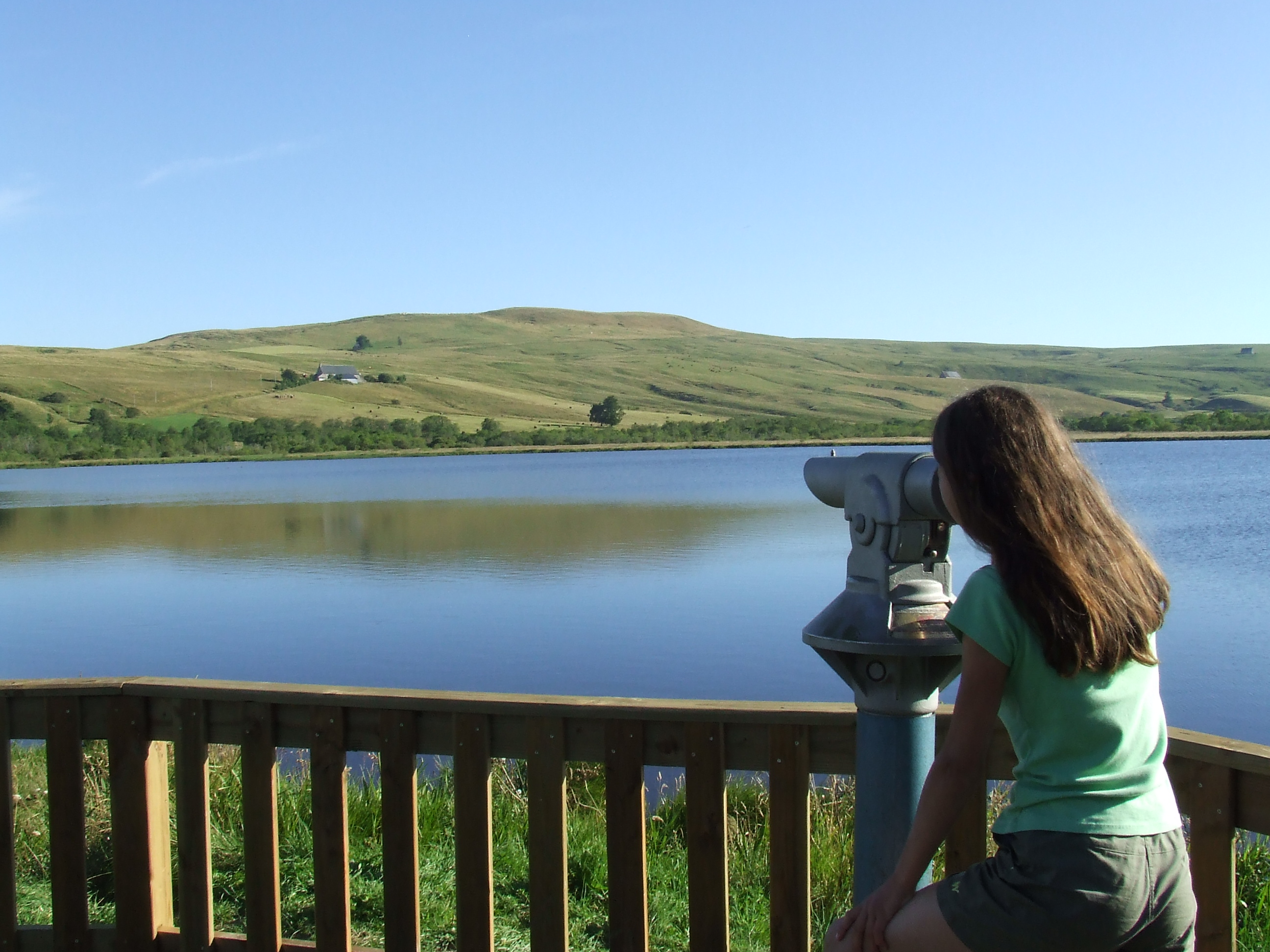
Aire d'observation des tourbières des Sagnes de la Godivelle.

La réserve naturelle fait partie des quatre réserves naturelles nationales situées sur le territoire du parc naturel régional des Volcans d'Auvergne, avec la vallée de Chaudefour, le rocher de la Jaquette et la réserve de Chastreix-Sancy. Elle a été créée par un arrêté ministériel du 27 juin 1975. L'altitude de la réserve varie très peu, de 1 165 m à 1 205 m.
Le site est initialement composé de deux parties :
- la plus grande autour du « Lac-d'en-Bas »[4], lac d'origine glaciaire formé lors du retrait des glaciers il y a 10 000 ans B.P. ; cette section porte sur 19,55 hectares,
- et la plus petite sur la tourbière de le Coualle Basse, à un kilomètre au nord du Lac, pour une superficie de 4,51 hectares.

Ces deux secteurs, bien que séparés physiquement, restent connectés écologiquement par le ruisseau de La Godivelle qui s'écoule du Lac-d'en-Bas vers la Coualle Basse.
Un décret du 4 décembre 2020 redéfinit le périmètre qui est désormais :
- La tourbière dite « des Chastelets » (commune de La Godivelle)
- La tourbière dite de « Coualle basse » (commune de la Godivelle)
- La tourbière dite de « la Plaine Jacquot » (commune de Compains (et commune de La Godivelle)
- Le lac dit « d'en-Bas » et la tourbière dite du « Lac-d'en-Bas » (commune de La Godivelle)

La superficie totale de la réserve naturelle nationale des sagnes de La Godivelle est ainsi de 143,95 hectares environ, dont 143,48 hectares de surface cadastrée et 0,47 hectare de surface non cadastrée.
En plus du statut réglementaire de réserve naturelle nationale de France, ces deux secteurs sont classés en ZNIEFF de type 1 (Zone naturelle d'intérêt écologique, faunistique et floristique) depuis les années 1980 (1980-82 pour le Lac-d'en-Bas, et 1985-86 pour la Coualle Basse), et un vaste site Natura 2000 englobe la réserve, ainsi que deux tourbières voisines et des pâtures de moyenne montagne dans le site Cézallier Sud.
Mis à part les terrains de la réserve à proprement parler qui appartiennent à l'État français (ministère de la Transition écologique et de la Cohésion des territoires), les prairies alentour, les pâturages et même le Lac-d'en-Bas sont privés.

### Origine du nom
Le toponyme « sagne » — et ses dérivés sanha ou sagna en auvergnat et seigne dans le Jura, entre autres - désigne dans le Massif central, les Alpes et le sud de la France une zone humide de type marais ou tourbière. Dans les régions possédant plusieurs de ces milieux naturels, le terme « sagnes » est relativement fréquent, comme c'est le cas dans le Cézallier. À proximité des sagnes de La Godivelle se trouve par exemple le lieu-dit de Malsagne sur la commune de Compains et la commune de Chassagne, ou encore celle de Saignes plus au Nord vers les monts Dômes.
Le nom sagna ou sagne est aussi le nom du roseau commun (Phragmites australis) en Camargue et le long de la côte du Languedoc, où les récolteurs de roseau sont dénommés « sagneurs ».

### Climat

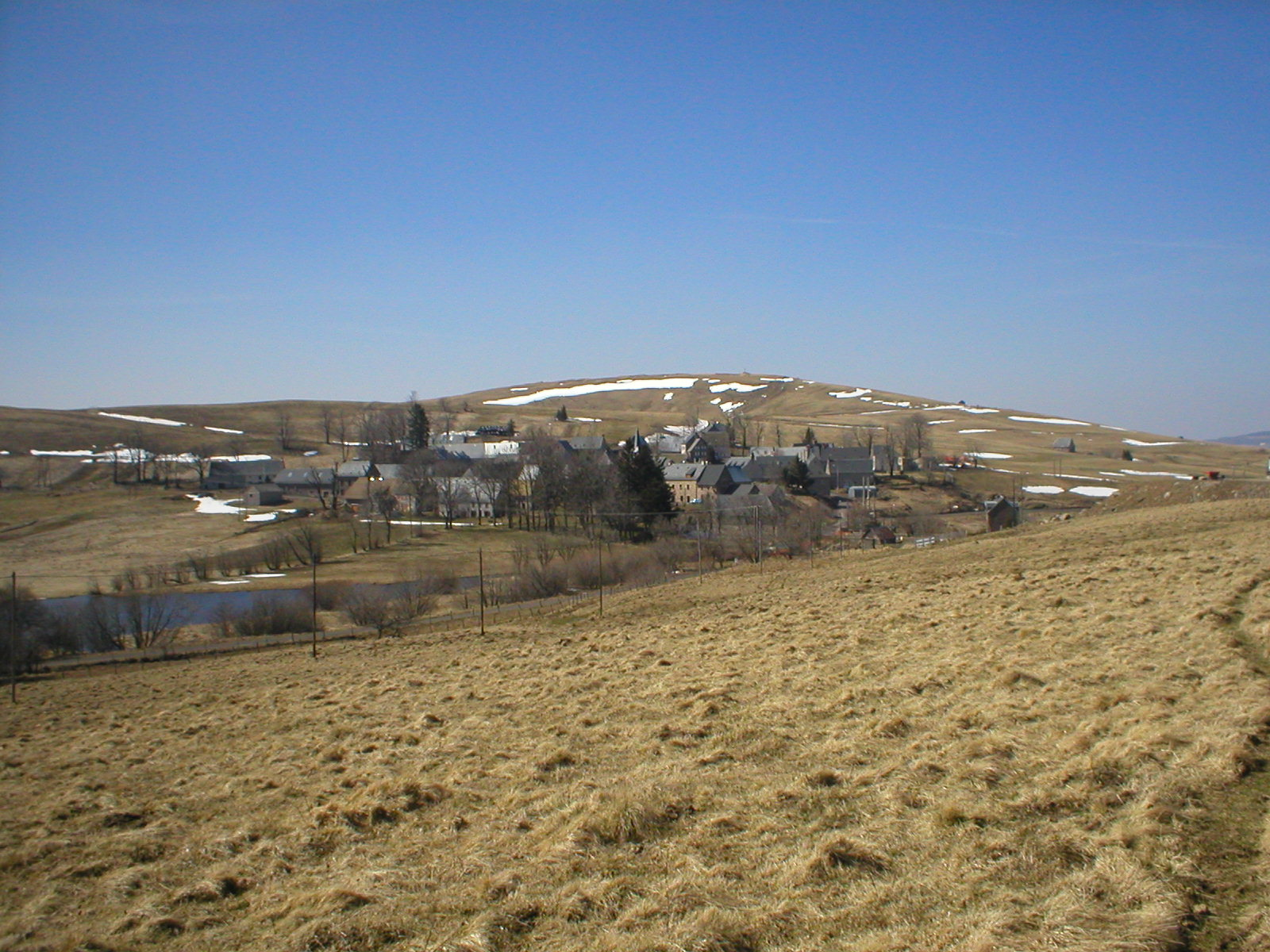
Le village de La Godivelle durant l'hiver.

Le climat de La Godivelle est celui du massif du Cézallier : typique d'un climat montagnard, d'influence atlantique. Le secteur ne connaît aucune période de sécheresse, les précipitations sont importantes, en moyenne 1 390 mm, réparties de façon homogène sur l'année. On peut noter néanmoins deux pics plus importants, un en hiver et un autre en mai. En hiver la neige forme des congères et peut parfois bloquer les routes ; avec 546 mm d'eau en moyenne elle représente un tiers des précipitations annuelles totales.
Les données de la station météorologique la plus proche, rectifiées en fonction de l'altitude du site, indiquent des températures moyennes très basses : inférieures à 10 °C pendant huit mois, et n'excédant pas 15 °C en moyenne mensuelle pendant l'été. La température moyenne annuelle se situe aux alentours de 6 °C. On enregistre également 150 jours de gel par an.

## Géologie et pédologie
L'histoire géologique du site de La Godivelle est celle du Cézallier. L'activité volcanique, à l'origine du massif basaltique du Cézallier, a laissé place aux périodes glaciaires, qui ont donné naissance aux nombreux cirques, verrous, moraines et niches de nivation où se sont formés des lacs comme celui du Lac-d'en-Bas. Le radoucissement du climat qui a suivi la dernière période glaciaire (glaciation de Würm, terminée il y a approximativement 10 000 ans) a favorisé le développement d'une vie planctonique dans les lacs, notamment les diatomées, qui ont proliféré dans le Lac-d'en-Bas, au point que leurs squelettes siliceux s'accumulant au fil des siècles ont formé une épaisse couche de diatomite, atteignant une épaisseur de 10 à 12 mètres maximum. C'est d'ailleurs pour extraire cette diatomite que le lac a été asséché entre 1960 et 1968.
Le substrat dominant sur la réserve est bien sûr la tourbe, qui peut atteindre une dizaine de mètres par endroits comme l'attestent les prélèvements pollenanalytiques effectués,, reposant sur les coulées basaltiques du Cézallier.

## Hydrologie

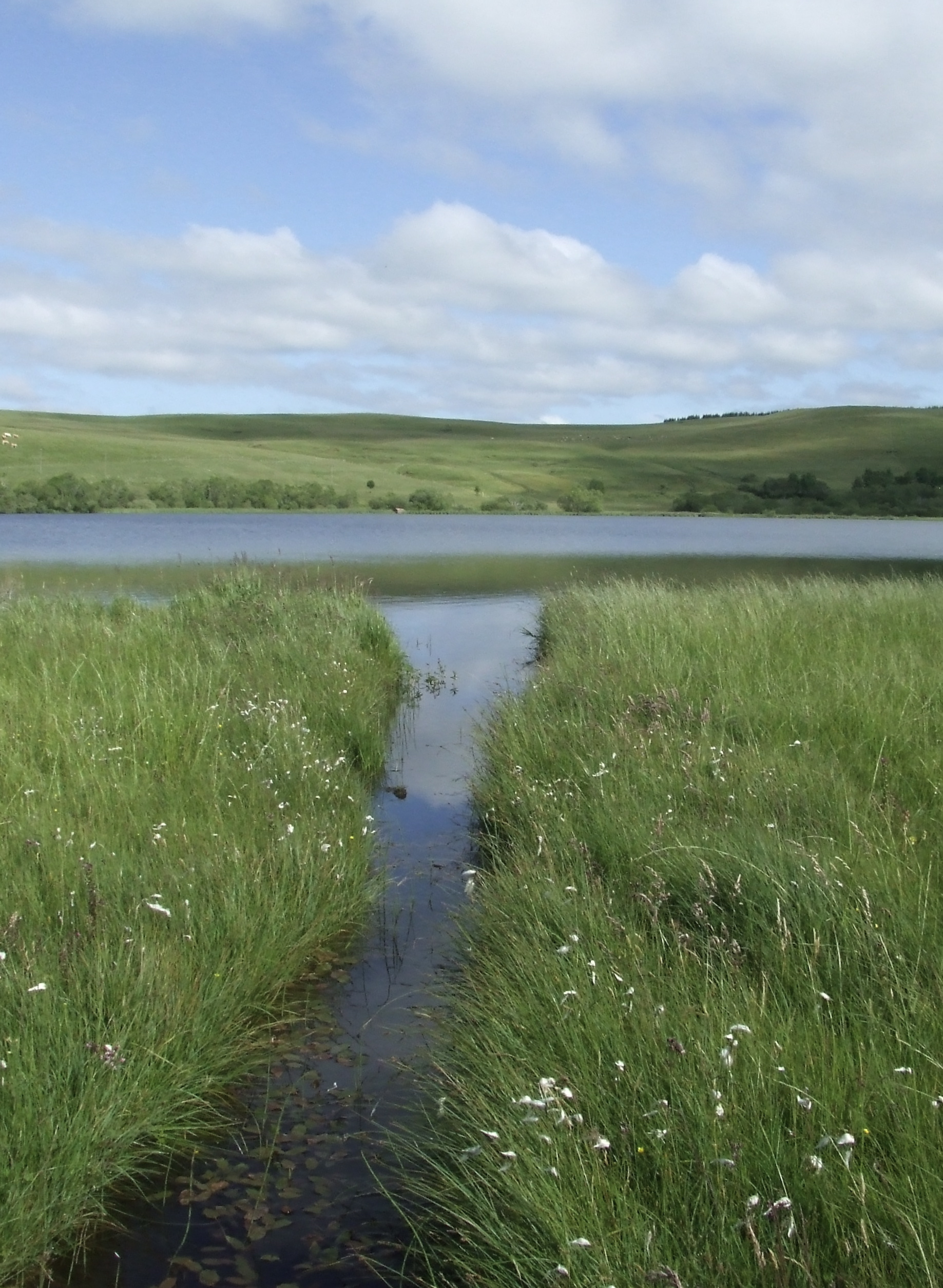
Les prairies humides entourant le Lac-d'en-Bas et la tourbière sont parcourus de drains permettant de diminuer l'engorgement des sols.

Les tourbières de moyenne montagne telles qu'on peut les observer en Cézallier dépendent fondamentalement de l'approvisionnement en eau pour se développer et subsister. La quantité d'eau apportée par les précipitations assure que le milieu reste gorgé d'eau en permanence, et la pauvreté en éléments minéraux de cette eau et l'absence de pollution permettent le développement des végétaux caractéristiques des tourbières telles que les sphaignes, les carex, et d'autres plantes favorisés par un milieu oligotrophe. La quantité et la qualité des eaux qui alimentent les tourbières de la réserve naturelle sont donc primordiales.
Or, la situation hydrologique de la réserve présente certains points pouvant diminuer la quantité et la qualité de l'eau des tourbières : en quantité tout d'abord, un réseau de drains creusés dans les prairies de fauche bordant le lac, parallèlement au sens d'écoulement des eaux, permet de diminuer l'engorgement des terrains, mais risque de provoquer un abaissement local de la nappe d'eau.
En qualité ensuite, le village de La Godivelle ne dispose pas de système de traitement et d'assainissement des eaux usées, qui sont directement rejetées dans le ruisseau de la Godivelle, qui relie le Lac-d'en-Bas à la Coualle Basse. Comme l'explique le rapport de 1993 sur les petites pollutions localisées sur les cours d'eau du territoire du Parc :
« 
Les égouts sont en partie collectés mais non restaurés, ils arrivent au ruisseau par une buse. En aval du rejet, il y a une augmentation de la turbidité de l'eau, un dépôt grisâtre est observable sur 4 à 5 mètres. »

## Histoire

### Préhistoire

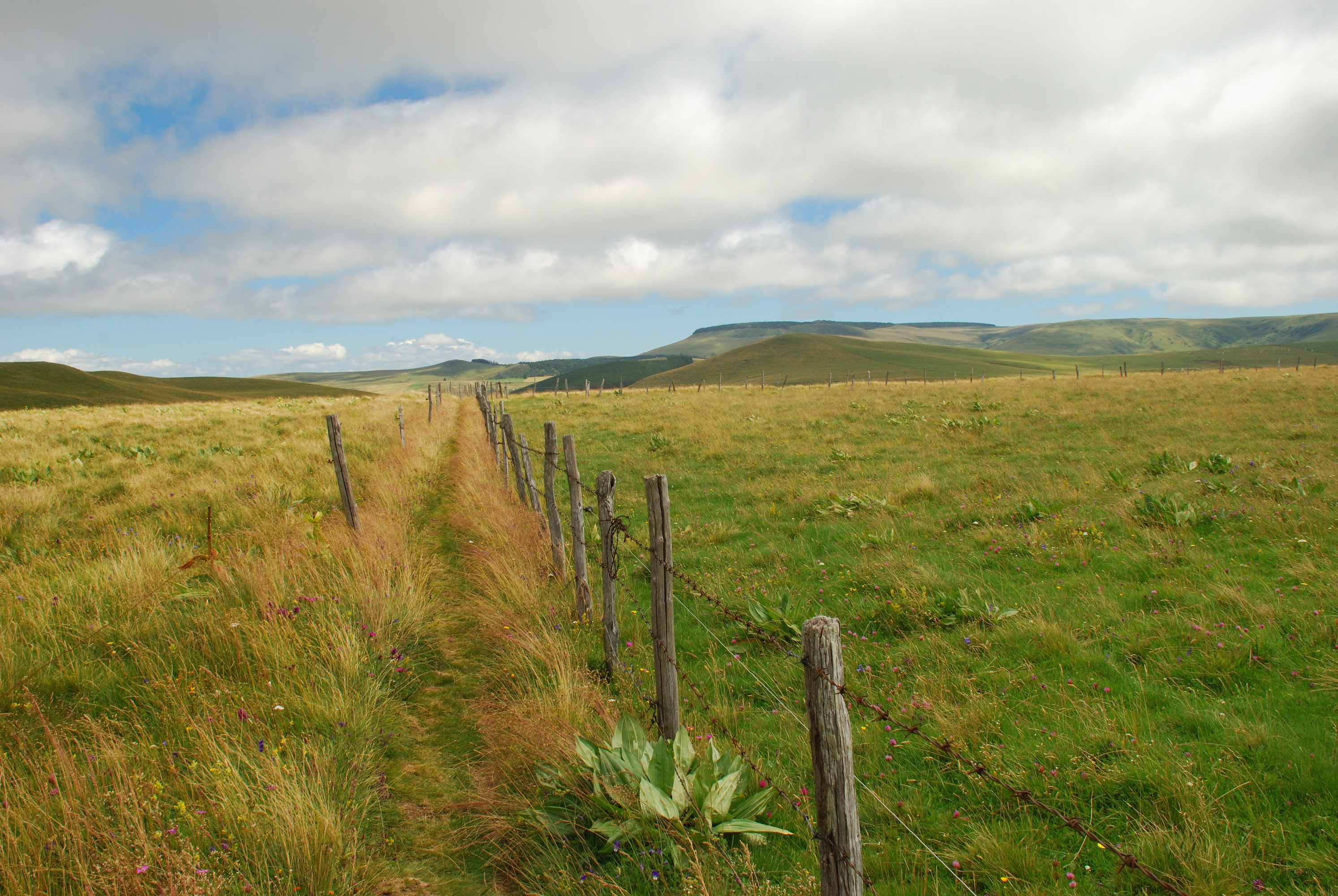
Le paysage d'estives du Cézallier est marqué par les activités humaines depuis des milliers d'années.

L'analyse des grains de pollen conservés dans la tourbe au fil des siècles, la « palynologie », permet de retracer l'évolution de la végétation aux alentours de La Godivelle,. Son histoire recoupe celle du massif du Cézallier : le radoucissement du climat qui a suivi la dernière glaciation (la période dite tardiglaciaire de la glaciation de Würm) a permis le développement progressif d'une végétation basse à genévriers vers 13 000 ans B.P. Les forêts restent cependant localisées aux situations les plus abritées.
Durant la période du postglaciaire jusqu'à environ 6 000 ans B.P., les forêts se développent, tout d'abord les boulaies et pinèdes, puis les chênaies. Le noisetier s'installe alors, et la chênaie s'enrichit ensuite en tilleul, pin et frêne.
De 6 000 à 2 600 ans B.P. progressent dans les relevés les pollens d'espèces montagnardes comme le Hêtre et le Sapin, dont l'apogée se situe entre 4 200 et 2 600 ans B.P., avant le début de l'impact de l'homme sur ce milieu. Les grandes pelouses montagnardes ou estives, caractéristiques des espaces pâturés comme le Cézallier, se sont donc développées dès cette époque. On assiste ensuite à la progression des espèces végétales cultivées et pâturées, ainsi que de grandes quantités de cendre, témoins d'incendies, emprisonnées dans la tourbe.

### Histoire ancienne de la région de La Godivelle

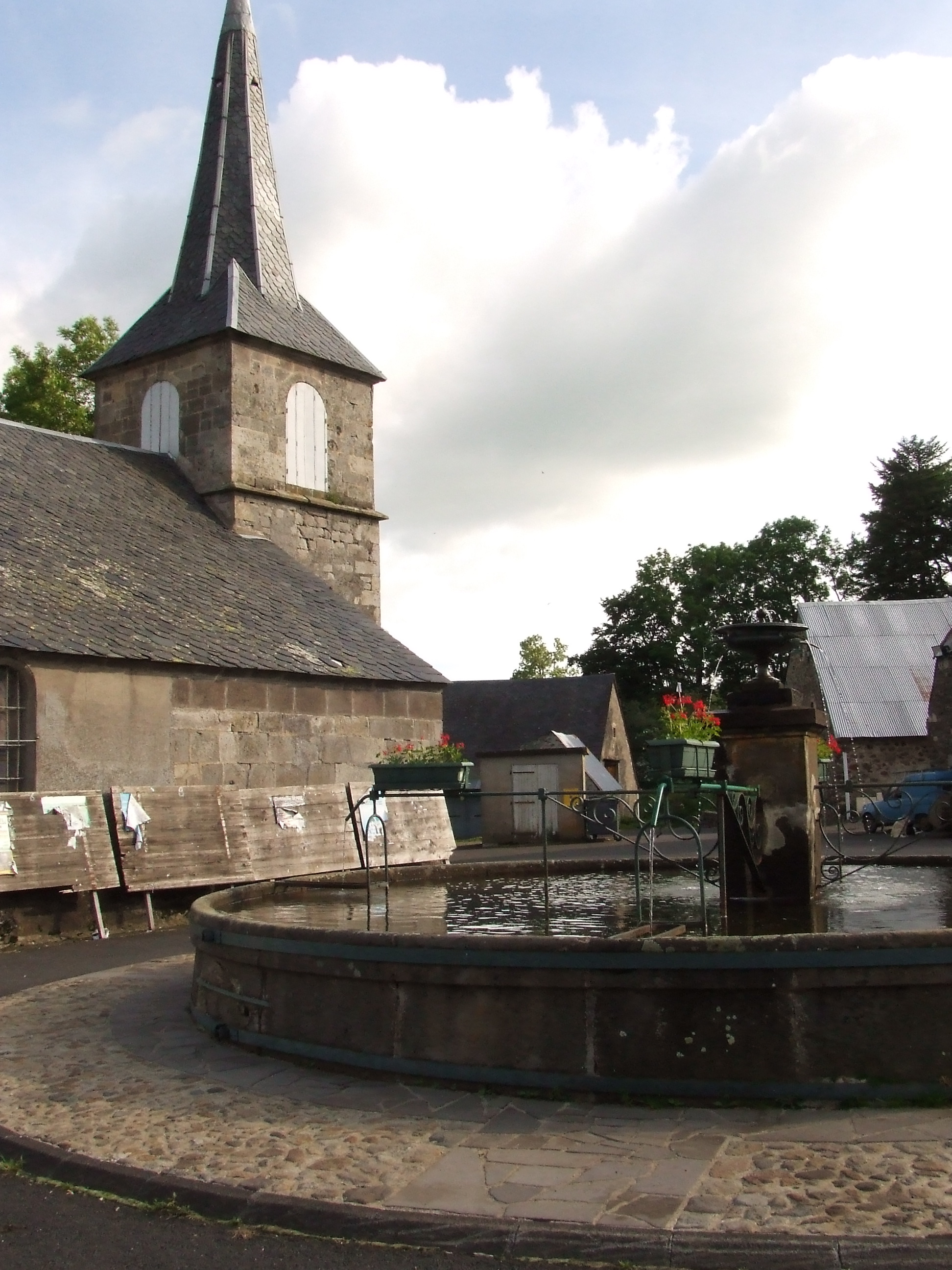
L'église romane de La Godivelle, et la fontaine en andésite, la plus grande du Puy-de-Dôme.

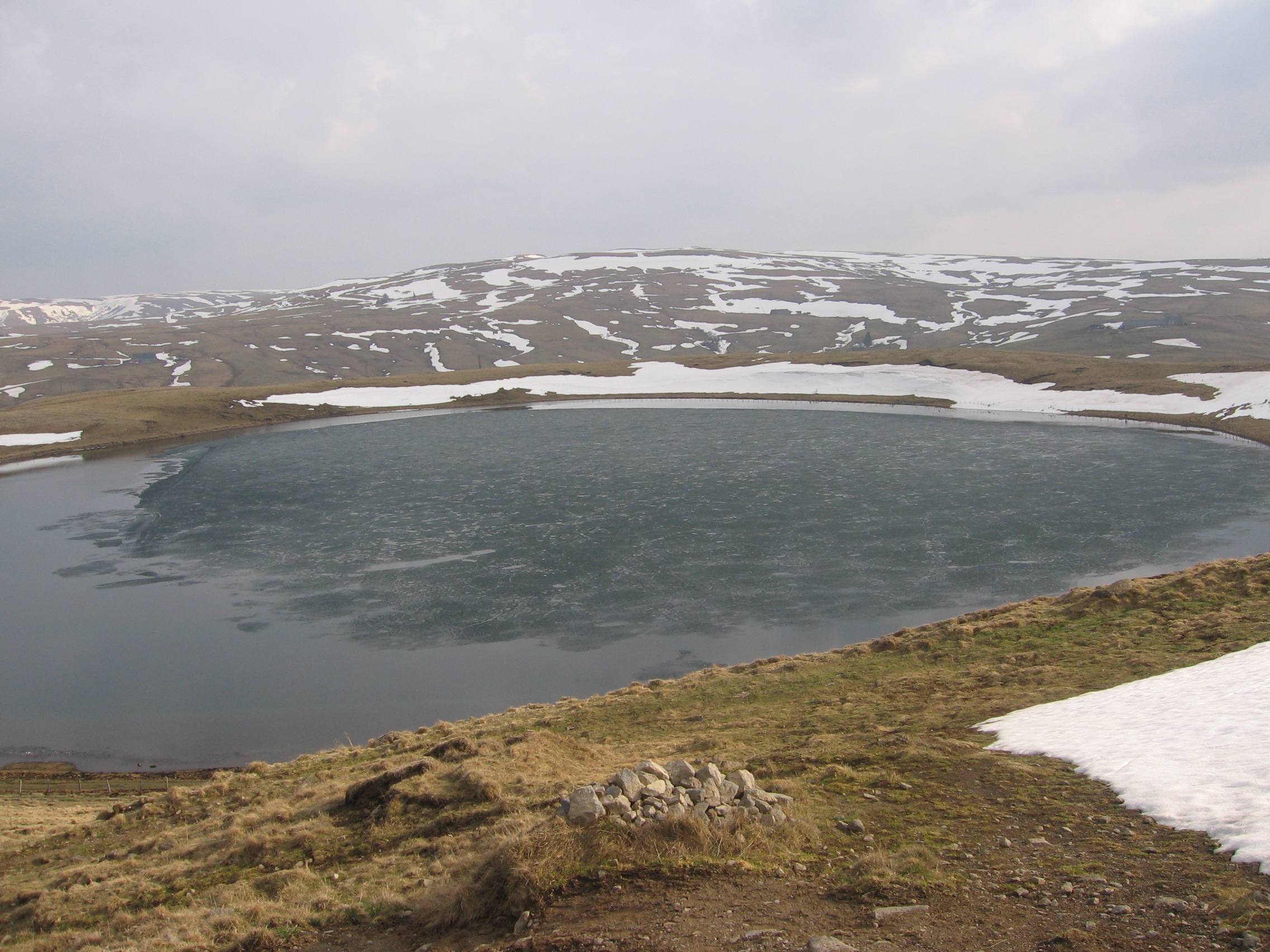
Le Lac-d'en-Haut.

On ne dispose que de peu d'éléments de l'histoire ancienne de La Godivelle et de ses alentours. L'habitat semble avoir eu du mal à se fixer ; trois pôles de développement urbain sont connus : un château entre les tourbières du Lac-d'en-Bas et celle des Chastelets, dont le toponyme garde le souvenir, et deux églises, à Janson et La Godivelle.
L'implantation sur le chef-lieu actuel serait intervenue tardivement dans le Moyen Âge, probablement du fait de son emplacement sur la route reliant Lyon et Bordeaux, ce qui en faisait une étape commode et protégée.
Les ressources communales étaient essentiellement basées sur l'agriculture, surtout de l'élevage, mais restaient (et restent encore à l'heure actuelle) modestes. Le cadastre de 1830 indique ainsi que les sites de la Coualle Basse et du Lac-d'en-Bas étaient exploités par pâturage et fauche, et mentionne également l'existence de moulins le long du ruisseau la Godivelle.
Le Lac-d'en-Haut, propriété communale, a servi d'abreuvoir et de lavoir jusqu'à la fin du XIXe siècle. Régulièrement empoissonné, sa pêche (ainsi que celle du Lac-d'en-Bas) constituait une ressource supplémentaire pour les habitants du village. Le lac sert également de réservoir d'eau potable, et la commune fait construire dès 1870 une grande fontaine pour l'abreuvage des bêtes, l'alimentation en eau des habitants, et comme source d'eau en cas d'incendie (voir chapitre "patrimoine bâti" de l'article sur le village de La Godivelle).

### Exploitation artisanale de la tourbe
L'exploitation de la tourbe, ou tourbage, n'a jamais fait l'objet que d'une utilisation artisanale locale, pour répondre aux besoins en combustible des habitants du village.
Au cours du XIXe siècle les habitants ont utilisé la tourbe de leurs parcelles comme combustible, notamment à cause de la pauvreté des boisements à proximité. Plusieurs fosses de tourbage ont donc été creusées, aux lieux-dits les Crouzeix, et les Chelles. À l'heure actuelle plus personne n'exploite la tourbe à La Godivelle.

### Carrière de diatomite

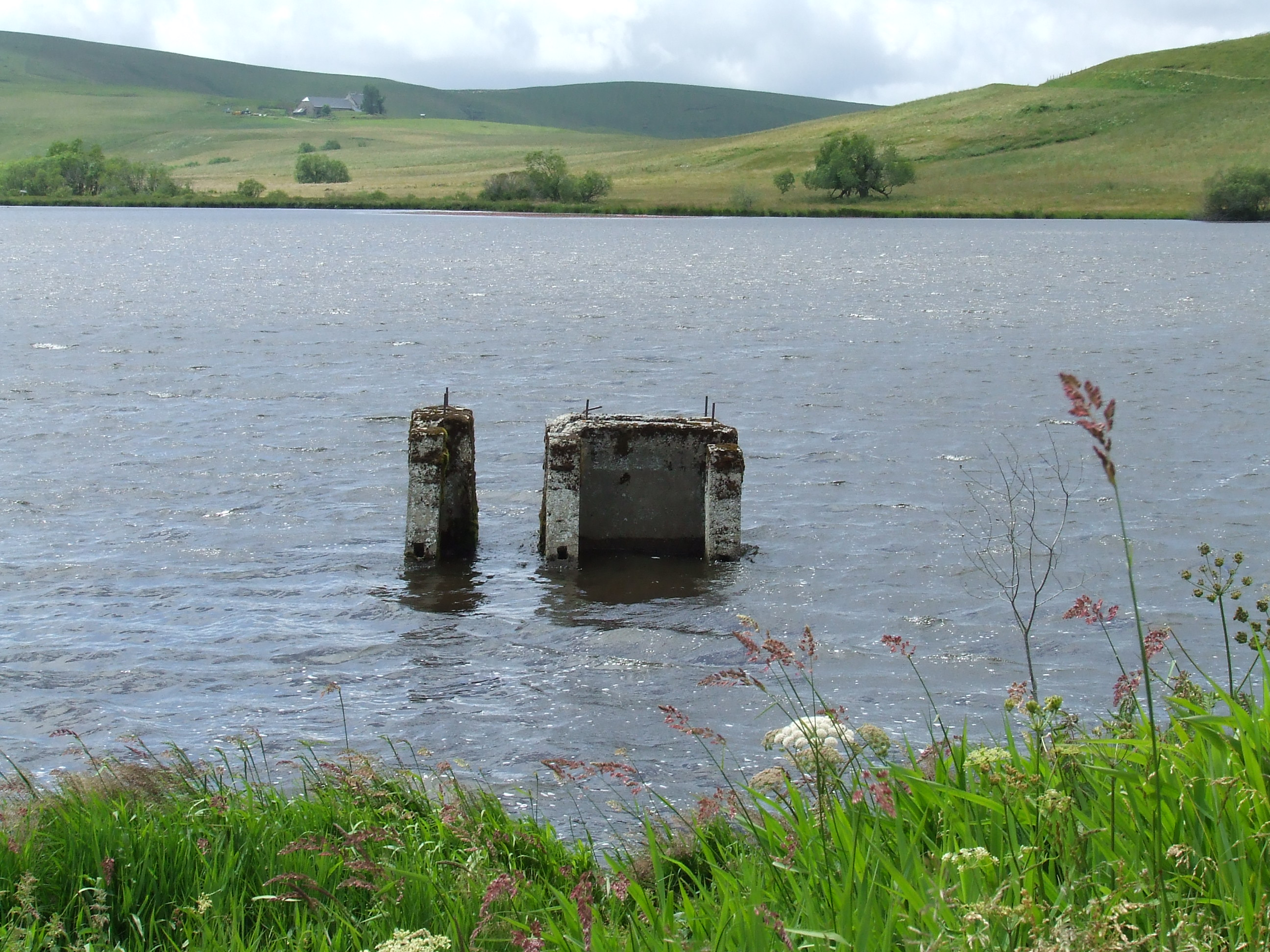
Seule cette structure en béton témoigne de l'exploitation de la diatomite du Lac-d'en-Bas dans les années 1960.

Le lac-d'en-Bas a été entièrement vidangé pendant neuf ans, de 1960 à 1968, pour exploiter industriellement la diatomite disponible. Le ruisseau alimentant le lac a été détourné par un canal afin de contourner le lac. La tourbière s'est donc trouvée en partie asséchée pendant cette période, en conséquence de quoi arbres et arbustes ont pu se développer sur une partie de la tourbière. La succession des photographies aériennes montre clairement l'évolution subite du boisement de la tourbière, à la suite de l'assèchement du lac.
L'exploitation de diatomite s'étant révélée peu rentable, le Lac-d'en-Bas a été remis en eau à son niveau initial en 1969. Le seul témoin de cette activité est une petite structure en béton le long du bord Est du lac.

### Création de la réserve naturelle nationale
À la suite de la fermeture de la carrière de diatomite, c'est la Société d'aménagement foncier et d'établissement rural (SAFER) Auvergne qui a tout d'abord racheté les terrains, avant de les revendre le 14 août 1974 au domaine public. Le projet de réserve naturelle, déjà envisagé en 1973, sera concrétisé par la création de la réserve naturelle nationale des sagnes de La Godivelle le 27 juin 1975.
Au départ assurée par un comité de pilotage, formé en 1980, la gestion de la réserve a ensuite été confiée au parc naturel régional des Volcans d'Auvergne en 1985, qui assure aujourd'hui encore cette fonction. Un conservateur, commun à la réserve naturelle du rocher de la Jaquette, a été recruté en 2000 afin d'appliquer le plan de gestion de la réserve, assurer la réalisation de certains inventaires, la communication, l'animation, et la surveillance du site.
La réserve naturelle en est désormais à son troisième plan de gestion, des inventaires naturalistes nombreux et variés ont permis de mieux connaître la réserve et sa richesse, et une exposition et des animations estivales permettent d'accueillir les visiteurs et de les informer.

## Patrimoine naturel
De nombreux recensements naturalistes se sont succédé depuis la création de la réserve en 1975. Depuis l'inventaire des vertébrés de 1979 aux inventaires des coléoptères carabidae de 2006, on dénombre actuellement plus de 1 500 espèces faunistiques et floristiques, dont plus de 80 sont protégées au niveau régional à international, et/ou sont inscrits sur les listes rouges des espèces menacées au niveau régional à européen.

### Flore

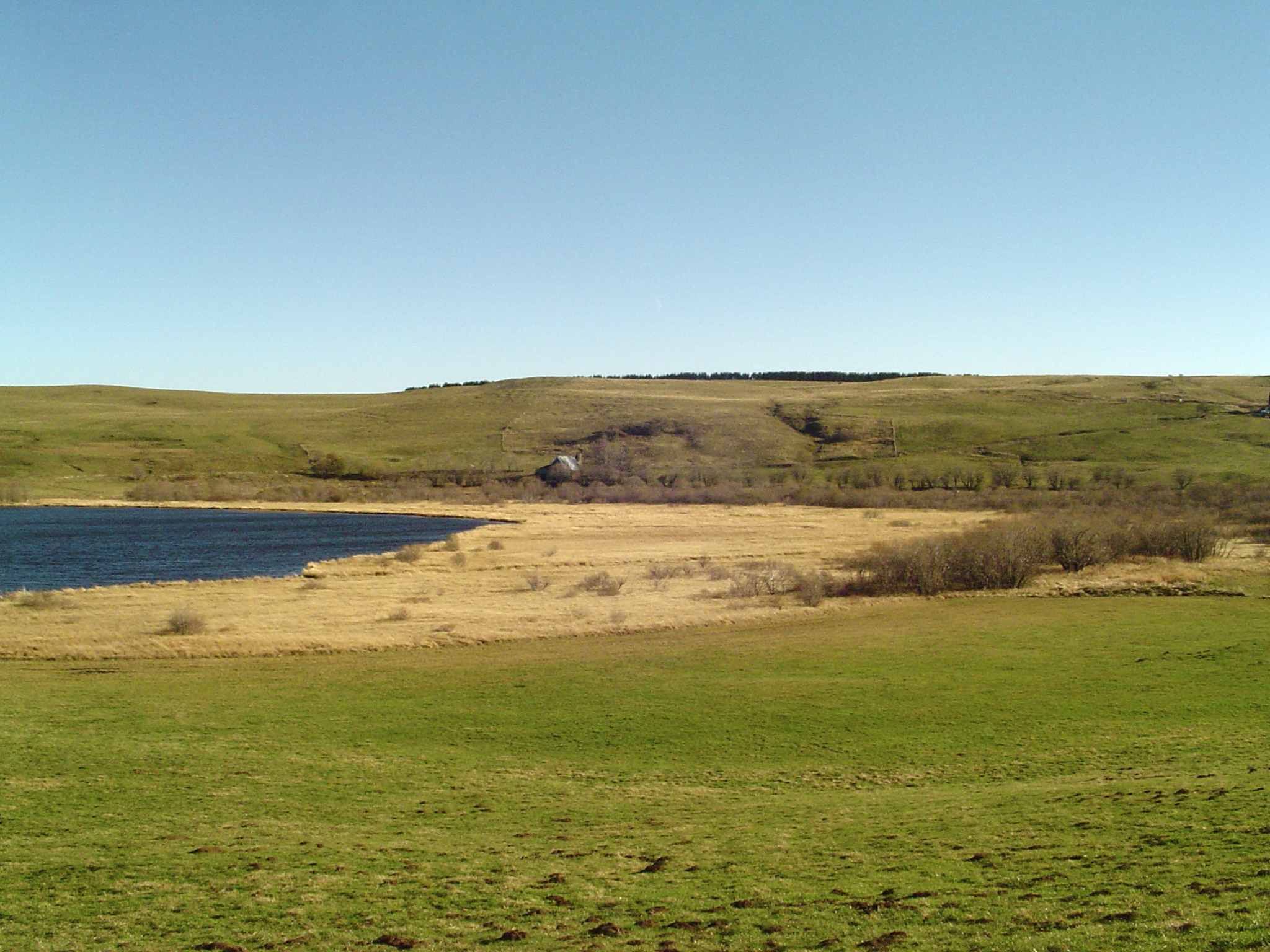
Le tremblant de la tourbière en bordure du Lac-d'en-Bas.

Cinq grands types de végétation se rencontrent sur la réserve :
- les groupements aquatiques des bords du lac sont caractérisés par la Prêle des bourbiers (Equisetum fluviatile), le roseau commun (Phragmites australis) et le Baldingère faux-roseau (Phalaris arundinacea) ;
- les groupements de bas-marais et de marais de transition : à mesure que la végétation aquatique du bord d'eau se développe, l'épaisseur de végétation augmente, et les premières sphaignes s'installent, c'est le premier stade de formation de la tourbière. Ces groupements sont représentés sur la réserve par les associations végétales du Caricetum rostratae et du Caricion lasiocarpae. Ce dernier est d'ailleurs l'un des plus vastes et des plus typiques d'Auvergne[16]. On y rencontre des espèces protégées, telles que Carex limosa, Cicuta virosa, Andromeda polifolia ;
- les groupements des tourbières hautes (ou bombées) : avec l'augmentation de l'épaisseur de la couche de sphaignes, la tourbière se bombe en son centre, d'autres espèces de sphaignes prennent le relais des premières. La tourbière haute est normalement le stade produisant le plus de tourbe. Ces groupements sont néanmoins très peu représentés au Lac-d'en-Bas, et sont qui plus est situés hors du périmètre de la réserve naturelle. Les espèces végétales caractéristiques des stades turfigènes (comme les sphaignes Sphagnum tenellum, S. compactum, S. magellanicum, etc.) sont peu présentes. Une étude sur l'état de fonctionnement de ces secteurs tourbeux est en cours de réalisation en 2007[2] ;
- les mégaphorbiaies et prairies humides sont des groupements végétaux situés en périphérie de la tourbière et sont formés de grandes plantes souvent à floraison voyante comme la Reine-des-Prés (Filipendula ulmaria) et de grandes Poacées comme la Canche ou la Molinie (Deschampsia cespitosa et Molinia caerulea) ;
- les groupements arborés, constitués de saule et de bouleau, se sont développés à la suite de l'exploitation de la diatomite du lac ; tout d'abord perçus comme une diminution de la naturalité de la tourbière, les inventaires faunistiques ont démontré que ces secteurs boisés permettaient de diversifier les milieux et les espèces, notamment en mousses, champignons, papillons et coléoptères.

#### Richesse spécifique et valeur patrimoniale

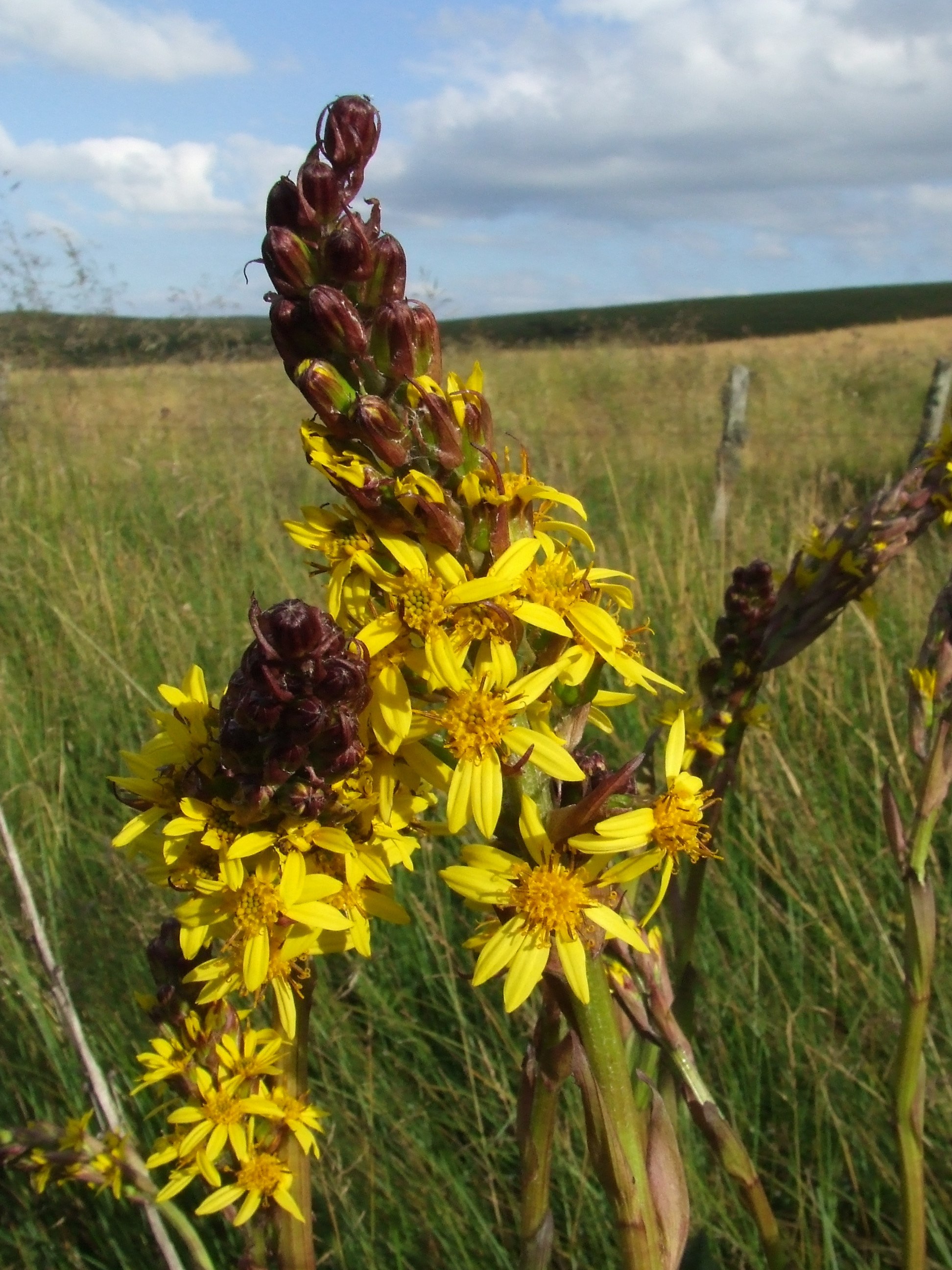
La Ligulaire de Sibérie (Ligularia sibirica), très rare Asteracée, relictuelle de la dernière période glaciaire, est très bien représentée dans les tourbières du Massif Central. Ici photographiée dans la tourbière des Chastelets, à proximité de La Godivelle.

Sur une petite superficie sont donc juxtaposés plusieurs habitats naturels. Comme les autres types de milieu humide, la tourbière possède une grande richesse spécifique. En 2007, les inventaires floristiques disponibles recensent près de 216 espèces de plantes supérieures (Spermatophytes et Ptéridophytes), plus de 100 espèces de Bryophytes et près de 125 espèces de champignons.
Mais au-delà du simple nombre d'espèces, la réserve de La Godivelle abrite surtout une végétation dite « à forte valeur patrimoniale », c'est-à-dire des espèces rares et/ou menacées. La tourbière accueille par exemple de belles populations de Rossolis à feuilles rondes (Drosera rotundifolia), une plante carnivore emblématique des tourbières, ainsi que la très rare Ligulaire de Sibérie (Ligularia sibirica), plante relictuelle des glaciations, rare en France. La plus grande station française de cette plante protégée au niveau européen se trouve d'ailleurs dans le Puy-de-Dôme, sur la Narse d'Espinasse près de Saulzet-le-Froid. La tourbière du Lac-d'en-Bas accueille quant à elle une belle station de plusieurs centaines de pieds.
Autre plante au nom évocateur, le Saule des Lapons (Salix lapponum) est un petit saule arbustif très rare et protégé au niveau national, se développant sur les sols marécageux et tourbeux en altitude.
On compte encore parmi les espèces protégées le Carex cespiteux Carex cespitosa, le Carex des bourbiers Carex limosa, l'Andromède à feuilles de polium Andromeda polifolia, et la Canneberge Vaccinium oxycoccos.
Parmi les champignons recensés, signalons la présence de Armillaria ectypa, un Armillaire considéré comme très rare au niveau mondial, présent uniquement dans les zones marécageuses. Proposé à la protection dans les onze pays au monde où ce champignon est présent, les populations de cette espèce boréale sont encore très importantes en Auvergne.
Les mousses ne sont pas en reste, puisque l'on recense pas moins d'une centaine d'espèces, dont Hamatocaulis vernicosus, classée en annexe II de la directive européenne Habitats-Faune-Flore comme espèce végétale rare nécessitant la création d'aires de protection spéciales, et Meesia triquetra qui n'est connue en Auvergne que d'une poignée de stations.

### Faune
Les tourbières sont des écosystèmes originaux qui accueillent, on l'a vu, une flore très riche et souvent des espèces rares et menacées. Il en va de même pour la faune habitant ces milieux, souvent fortement adaptés aux conditions de vie particulières qu'on y trouve : froid, humidité élevée et constante, acidité de l'eau.

#### Invertébrés

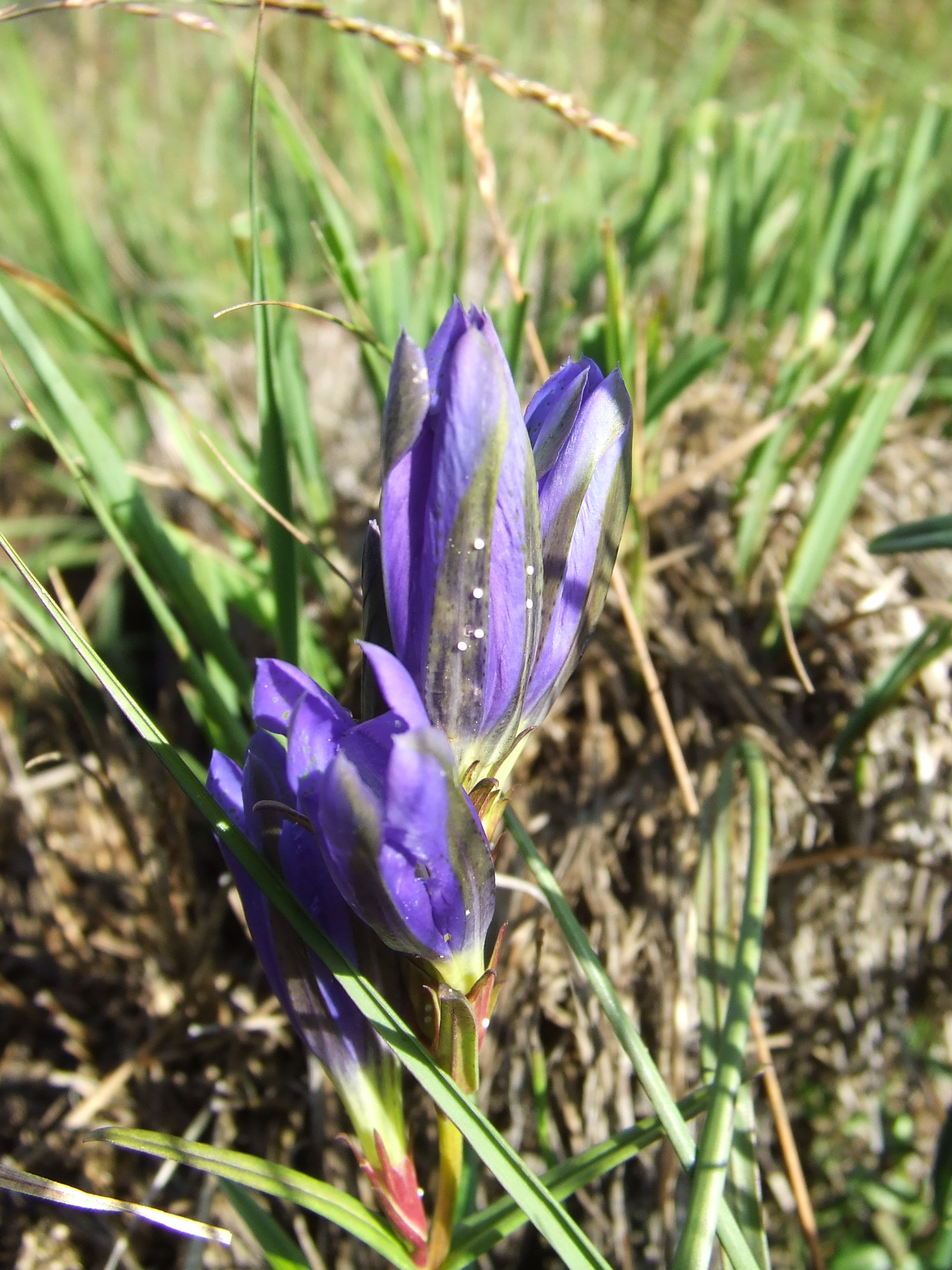
L'Azuré des mouillères (Phengaris alcon) ne dépose ses œufs que sur les fleurs de la Gentiane pneumonanthe (Gentiana pneumonanthe), que l'on trouve dans les prairies tourbeuses pâturées de manière extensive

Avec plus de 700 espèces, les invertébrés représentent la plus grande proportion de la biodiversité de la réserve.
235 lépidoptères sont recensés sur le territoire de la réserve et ses alentours, mais la connaissance des « papillons de nuit », ou hétérocères, reste encore insuffisante. Pour les rhopalocères (communément appelés « papillons de jour »), les efforts d'investigation ont permis en 2000 la bonne surprise de la découverte de l'Azuré des mouillères (Phengaris alcon ssp. alcon) sur le territoire de la réserve et aux alentours. Une étude spécifique a été réalisée, recensant les populations de cette espèce dans et autour de la réserve, ainsi qu'en plusieurs sites du territoire du parc naturel régional des volcans d'Auvergne.
Les résultats obtenus permettent de comparer l'état et l'étendue de la population de La Godivelle avec les populations proches. Il s'avère ainsi que le territoire du parc naturel régional des volcans d'Auvergne constitue la plus grande population française de ce papillon, puisqu'avec plus de cinquante stations, loin devant les populations du Limousin ou en Rhône-Alpes, et constitue également une des plus grandes d'Europe occidentale.
D'autres espèces de papillons remarquables sont présentes sur le site. La réserve et ses alentours accueillent notamment le Cuivré de la bistorte, le Damier de la succise, et l'Azuré du serpolet (ce dernier uniquement sur certaines zones plus sèches en périphérie de la tourbière).
Avec trente-quatre espèces, le peuplement d'odonates du Lac-d'en-Bas est riche comparativement à d'autres tourbières proches, et accueille à peu près la moitié des espèces connues dans le département du Puy-de-Dôme, dont le rare Agrion à lunules (Coenagrion lunulatum), bien présent sur le Lac-d'en Bas, notamment fin mai. Le peuplement est néanmoins dominé par Enallagma cyathigerum qui représente de 50 à 75 % des effectifs comptabilisés. Certaines espèces, inscrites sur la liste rouge des espèces d'odonates menacées en Auvergne, fréquentent la tourbière et ses alentours : la Cordulie à taches jaunes (Somatochlora flavomaculata) reste rare, et n'a été observée qu'à quelques reprises ; l'Agrion hasté (Coenagrion hastulatum) et le Leste verdoyant (Lestes virens). Globalement homogène sur la période mai-août, le peuplement se diversifie en septembre avec l'émergence des espèces tardives comme les Sympetrum danae, S. vulgatum, S. sanguineum, et Aeshna grandis et A. cyanea.
Concernant les autres espèces invertébrées, on dénombre 248 espèces, dont 76 araignées. L'aranéofaune de la réserve accueille notamment la quasi-totalité des espèces caractéristiques des tourbières acides d'altitude, ainsi qu'un cortège d'espèces compagnes de milieux humides. Une forte proportion des araignées vivant sur la tourbière est d'affinité septentrionale à boréo-montagnarde. Certaines espèces sont très rares, comme Araeoncus crassiceps, petite araignée exclusive des tourbières froides (La Godivelle est le site le plus au sud connu actuellement pour cette espèce), Gnaphosa nigerrima, très rare en France, ou encore Heliophanus dampfi, commune en Sibérie mais présente en France uniquement dans les tourbières froides d'altitude.

#### Vertébrés
Mis à part les oiseaux, les vertébrés de la réserve ont jusqu'à présent été peu étudiés. En 1980 lors de l’étude zoologique et botanique par l’Université de Clermont II, on a dénombré dix-neuf espèces de mammifères : trois espèces de poissons, trois espèces de batraciens (grenouille rousse, crapaud commun, triton palmé) et deux espèces de reptiles (le lézard vivipare et l'orvet fragile).
En 1996 des observateurs de la Ligue pour la protection des oiseaux ont noté en plus la présence de la Loutre d'Europe sur le site, et depuis des signes de sa présence sont régulièrement relevés, ce qui porte le nombre d'espèces de mammifères à vingt. La musaraigne aquatique (Neomys fodiens), protégée au niveau national en France, est également présente un peu partout dans la réserve et les tourbières voisines.

##### Avifaune

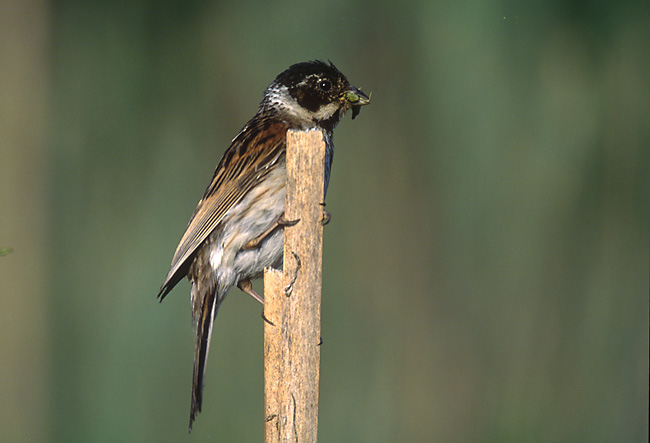
Le Bruant des roseaux (ici en photo) ou la Cisticole des Joncs, nichent régulièrement dans les grandes roselières et cariçaies en queue du Lac-d'en-Bas.

Historiquement, c'est par son intérêt ornithologique que la réserve a été créée. Après sa création, les premiers inventaires réalisés ont permis de confirmer cette richesse. Le secteur du Lac-d'en-Bas se révèle plus riche qualitativement et quantitativement que la Coualle Basse, de par la présence d'une pièce d'eau libre (le lac en lui-même). Les inventaires ponctuels sont complétés depuis 2000 par un suivi annuel de l'évolution de l'avifaune. Au fil des années, on a pu observer 164 espèces différentes, certaines observées seulement une ou deux fois, d'autres venant nicher régulièrement.

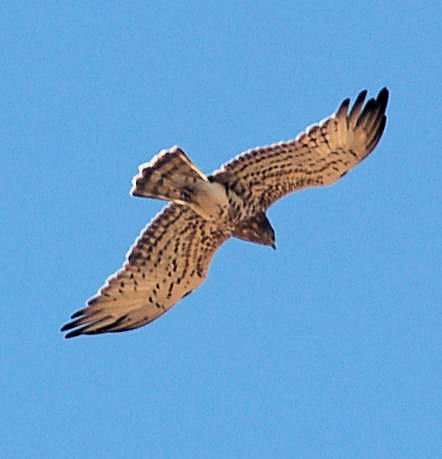
La silhouette blanche a tête brune du Circaète Jean-le-Blanc, chasseur de reptiles, est courante dans le ciel du Cézallier.

On dénombre ainsi 49 espèces nicheuses, dont la Cisticole des joncs (Cisticola juncidis) et le Bruant des roseaux (Emberiza schoeniclus), protégés en France, qui nichent dans les zones de roselières et les grandes cariçaies ; le Tarier des prés, le Traquet motteux, le Faucon crécerelle et l'Alouette des champs qui profitent des vastes pâturages et praires de fauche entourant les tourbières ; et le Grèbe huppé, dont les couples nicheurs du Lac-d'en-Bas sont situés parmi les plus hauts en altitude du Massif central.
Tout comme dans le reste du massif du Cézallier, le secteur de La Godivelle est régulièrement parcouru par plusieurs espèces de rapaces. La pessière au nord de la Coualle Basse sert ainsi de dortoir pour le Milan noir, le Milan royal, ou encore Circaète Jean-le-Blanc. Hôtes prestigieux des Cévennes, quelques Vautours moine et fauve survolent parfois le secteur.
Près de 80 espèces migratrices viennent également faire escale à la Godivelle plus ou moins régulièrement, et 2 espèces hivernent (le Pinson du Nord et la Grive mauvis).
L'aire d'observation en bord du Lac-d'en-Bas et les animations estivales sur les oiseaux de la réserve (voir ci-dessous, chapitre « Activités de découverte ») permettent de découvrir l'avifaune locale.

## Activités de découverte

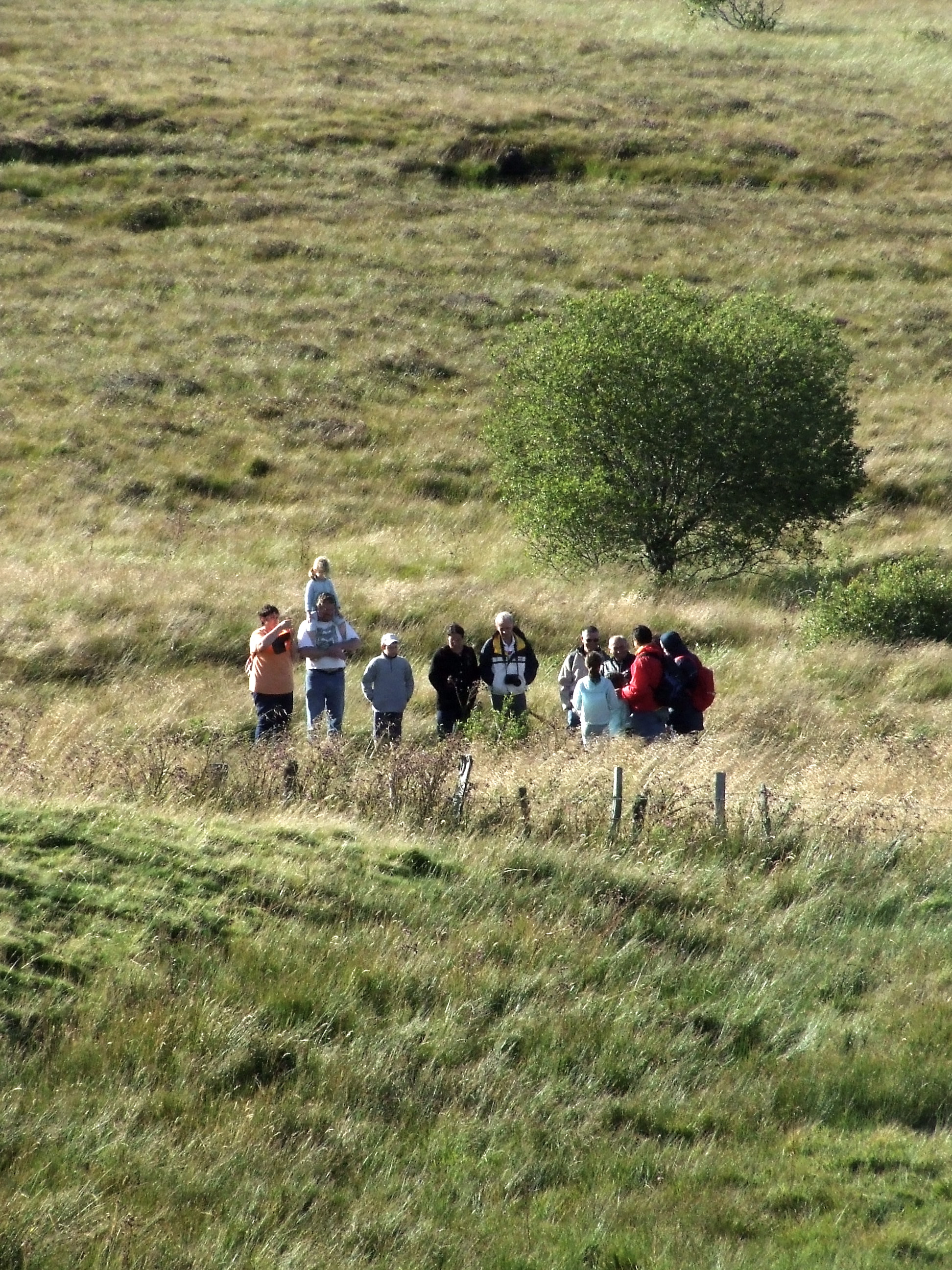
Animation sur les pontons de la tourbière de la Plaine Jacquot.

Les deux tourbières que compte la réserve naturelle ne sont pas ouvertes au public, par souci de protection du patrimoine naturel, du fait de la fragilité intrinsèque de ce type de zone humide. En revanche, le visiteur se rendant à La Godivelle est invité à se rendre à la Maison des tourbières, située sur la commune de Saint-Alyre-ès-Montagne, afin de parcourir le chemin de découverte de la plaine Jacquot, une tourbière aménagée par un ponton permettant de mieux observer la flore et la faune des tourbières.
Cependant, la réserve naturelle joue un rôle important de sensibilisation du public au patrimoine des tourbières, et propose plusieurs activités estivales aux visiteurs.

### Exposition de la réserve

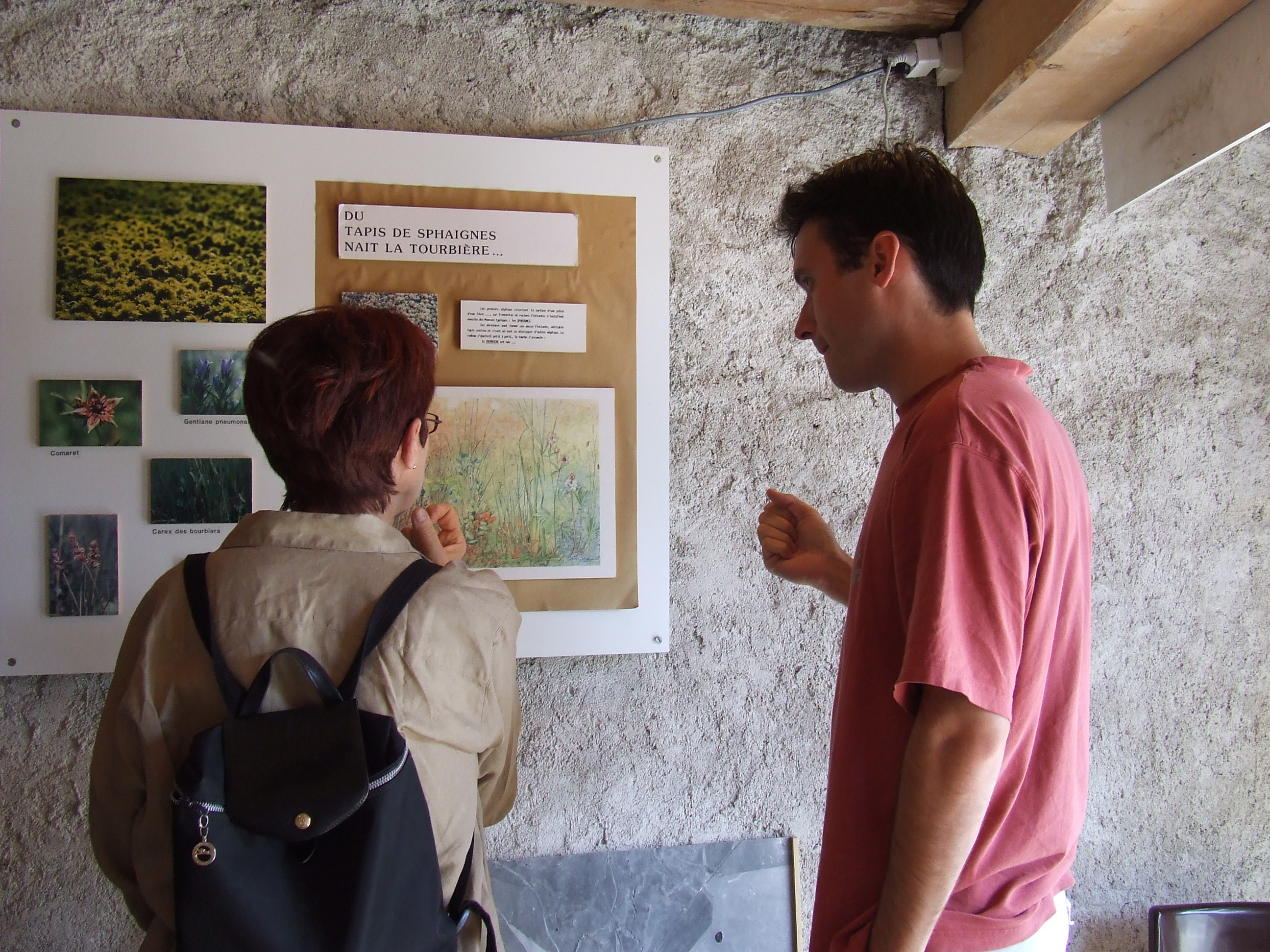
Accueil des visiteurs à l'exposition de la réserve naturelle.

Une petite exposition est installée dans un bâtiment du village et ouvre chaque année ses portes du 1er juillet au 31 août. D'entrée libre, elle aborde plusieurs thèmes sans se limiter à la réserve naturelle : historique de la formation des deux lacs de La Godivelle et d'une partie du Cézallier, la faune et flore des tourbières et les adaptations au milieu de vie difficile, et des informations diverses sur le parc des volcans et ses différents secteurs. L'exposition enregistre une fréquentation régulière de 2 700 personnes en moyenne pour les deux mois d'ouverture.
Mais les supports devenant vieillissants, un projet de rénovation a vu le jour. Il est désormais envisagé de regrouper l'exposition de la réserve avec celle de la maison des tourbières dans un bâtiment communal à La Godivelle, qui servirait également de salle de travail pour le personnel de la réserve naturelle, de salle hors-sac pour les randonneurs, et salle d'animation/salle des fêtes pour la commune de La Godivelle et la communauté de communes d'Ardes-sur-Couze.

### Animations

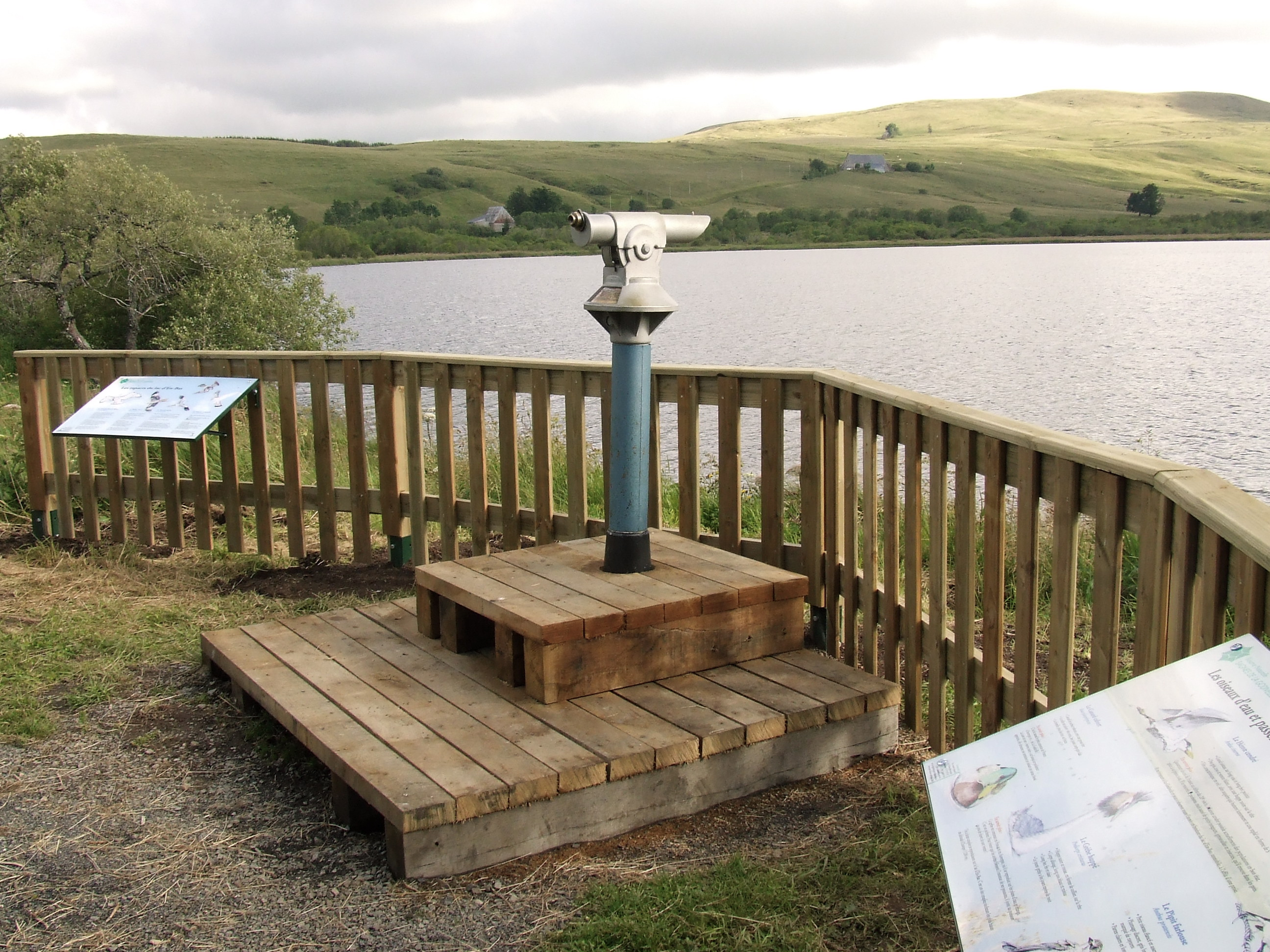
Aire d'observation des oiseaux près du Lac-d'en-Bas.

Depuis 2002 des animations thématiques sont proposées aux visiteurs et aux habitants du village, par un animateur nature embauché pour l'occasion chaque été. De juillet à août trois animations hebdomadaires sont ainsi proposées pour une durée de 2 h sur un itinéraire facile, mais non aménagé pour les personnes à mobilité réduite :
- Immersion au cœur des tourbières et plantes carnivores ;
- Mystères et merveilles du village de La Godivelle ;
- Balade nature dans les montagnes du Cézallier.

Ponctuellement, la réserve naturelle sert également de cadre pour des animations pour des groupes déjà constitués tels que des scolaires, étudiants, ou autres.

### Sentier d'interprétation
En 2007 a été réaménagée l'aire d'accueil en bordure du Lac-d'en-Bas. De nouveaux panneaux informatifs proposent aux visiteurs de découvrir la réserve, sa faune, sa flore, le travail et les enjeux d'une réserve naturelle. Une aire d'observation permet grâce à une longue-vue et deux panneaux d'identification d'observer les oiseaux d'eau du Lac-d'en-Bas et les rapaces du Cézallier.

### Réserve naturelle dans la presse
Un effort régulier de communication est effectué auprès des médias locaux. Par exemple récemment, lorsqu'un Milan noir a été retrouvé par un agriculteur voisin de la réserve. Après avoir averti le conservateur, l'oiseau a été confié au centre de soins de la LPO à Clermont-Ferrand. Le lâcher de l'oiseau, effectué avec le maire du village et les habitants, a été couvert par la télévision régionale.
Une émission de la série « C'est pas sorcier » intitulée « le trésor des tourbières » a été tournée durant l'été 2002 et diffusée pour la première fois durant l'hiver de la même année, sur le thème des tourbières auvergnates.
Le statut de réserve nationale permet également une participation internationale, par des échanges avec des groupes d'étude étrangers sur les sites naturels en général ou les tourbières en particulier. La réserve a notamment reçu la visite d'une délégation malgache en 2006, venue visiter l'aménagement d'espaces naturels en zone rurale, et un groupe de trois chercheurs japonais en septembre 2005.

### Petite et grande randonnée

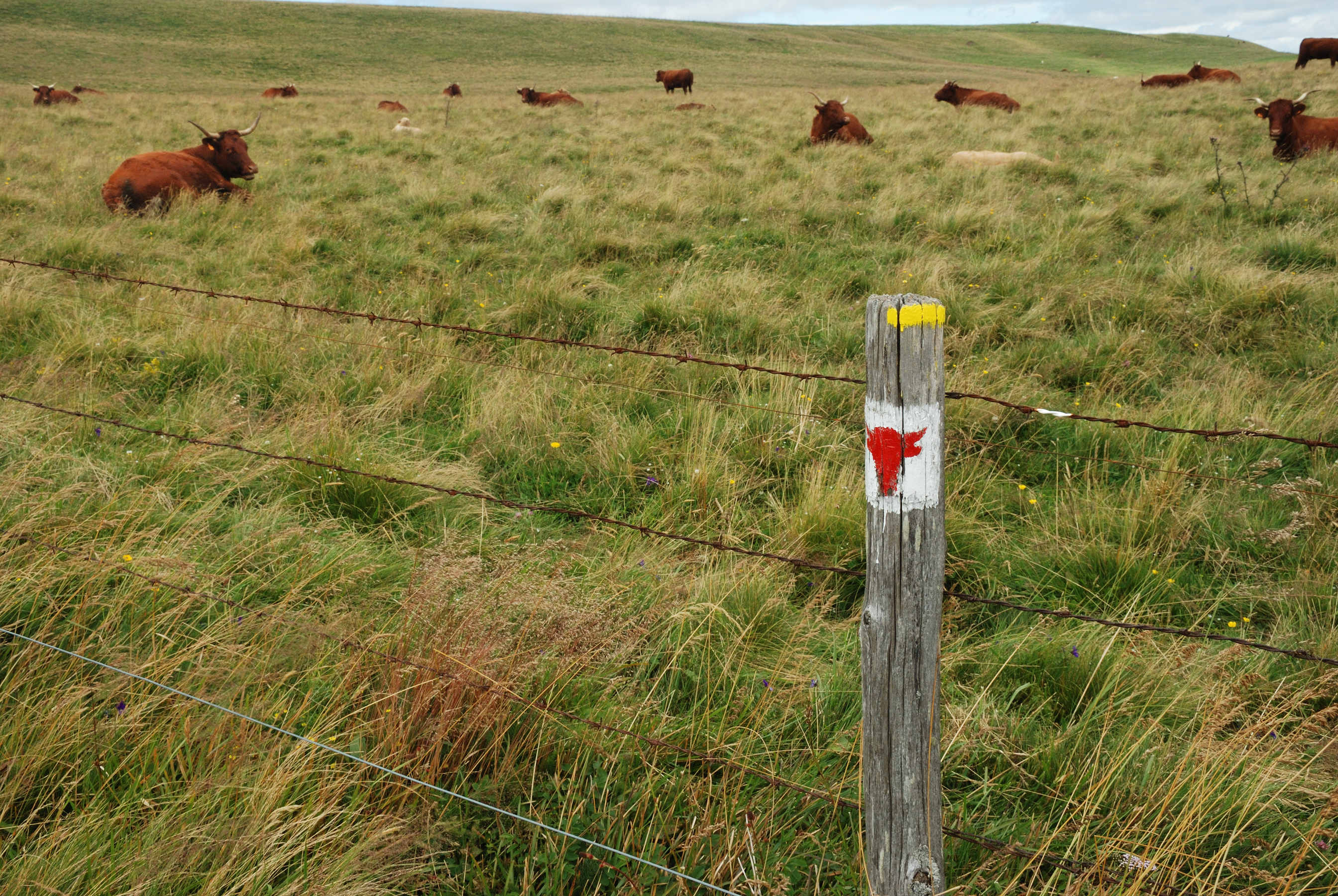
Balisage du circuit « Tour du Cézallier », le tour des vaches rouges Salers.

Les sentiers de grande randonnée GR 4 et 30, ainsi que le tour Chamina « tour du Cézallier » proposent une étape par La Godivelle. Un sentier de petite randonnée (PR) d'une durée approximative de quatre heures part de La Godivelle jusqu'à la butte de Brion à travers les tourbières de la Plaine Jacquot, puis vers le village de Jassy jusqu'au lac de Saint-Alyre.
Un guide des sentiers de découverte autour du village de La Godivelle, édité par la réserve naturelle et le parc naturel régional des Volcans d'Auvergne, présente les différentes possibilités de petite randonnée autour du village et de la réserve naturelle, parsemé de photos commentées sur le patrimoine naturel et humain du Cézallier, de La Godivelle et de la réserve naturelle.

## Gestion patrimoniale de la réserve
Deux plans de gestion se sont déjà succédé (un premier projet rédigé entre 1994 et 2000 et le plan de 2000-2005). Essentiellement basés sur la non-intervention sur les milieux naturels de la réserve, et l'amélioration des connaissances naturalistes, ils ont permis d'identifier les grands ensembles naturels, leur richesse faunistique et floristique et leur dynamique. Plusieurs actions d'éducation à l'environnement ont également été mises en place.
Les cinq propriétaires du Lac-d'en-Bas louaient le lac à un particulier, qui vendait des actions de pêche aux amateurs. La pêche se pratiquait soit en barque depuis le lac, soit depuis les rives du lac, ce qui causait un dérangement de la faune et le piétinement des berges et de la flore. Aucune activité de pêche n'a eu lieu de 2000 à 2004. En 2005 l'activité de pêche a repris, mais avec un impact très faible.[réf. souhaitée]
Concernant la chasse, seulement seize sociétaires étaient recensés par la Société de chasse de La Godivelle en 2006. Quelques différends ont eu lieu auparavant avec certains chasseurs, mais jusqu'ici une bonne entente se maintient entre le conservateur, le personnel du parc régional et les chasseurs. Une présence et une information accrue lors de l'ouverture de la chasse permettent de s'assurer du respect du règlement de la réserve naturelle, qui interdit la chasse sur son territoire.
Le plan de gestion couvrant la période 2007-2011 va dans le même sens que ses prédécesseurs, en cherchant à parfaire la connaissance du fonctionnement de la tourbière et de son évolution, passée et à venir. Le milieu évoluant peu et les menaces étant faibles et bien connues, le choix de la non-intervention sur les milieux, déjà préconisé par les plans de gestions précédents, est de nouveau de rigueur pour la période actuelle.
En revanche plusieurs actions sont menées afin d'améliorer le suivi des espèces remarquables, la sensibilisation du public ainsi que les relations avec les locaux.